# Gnaphaliinae
 Gnaphaliinae  Dumort., 1829 è una sottotribù di piante angiosperme dicotiledoni della tribù Gnaphalieae (famiglia Asteraceae - sottofamiglia Asteroideae).

## Etimologia
Il nome della sottotribù deriva dal suo genere tipo Gnaphalium che a sua volta deriva dalla parola greca “gnaphalon” e significa “ciuffo di lana” in riferimento all'aspetto lanoso di queste piante..
Il nome scientifico del genere è stato definito dal botanico Barthélemy Charles Joseph Dumortier (1797-1878) nella pubblicazione "  Analyse des Familles de Plantes: avec l'indication des principaux genres qui s'y rattachent. Tournay" (Anal. Fam. Pl.: 31) del 1829.

## Descrizione

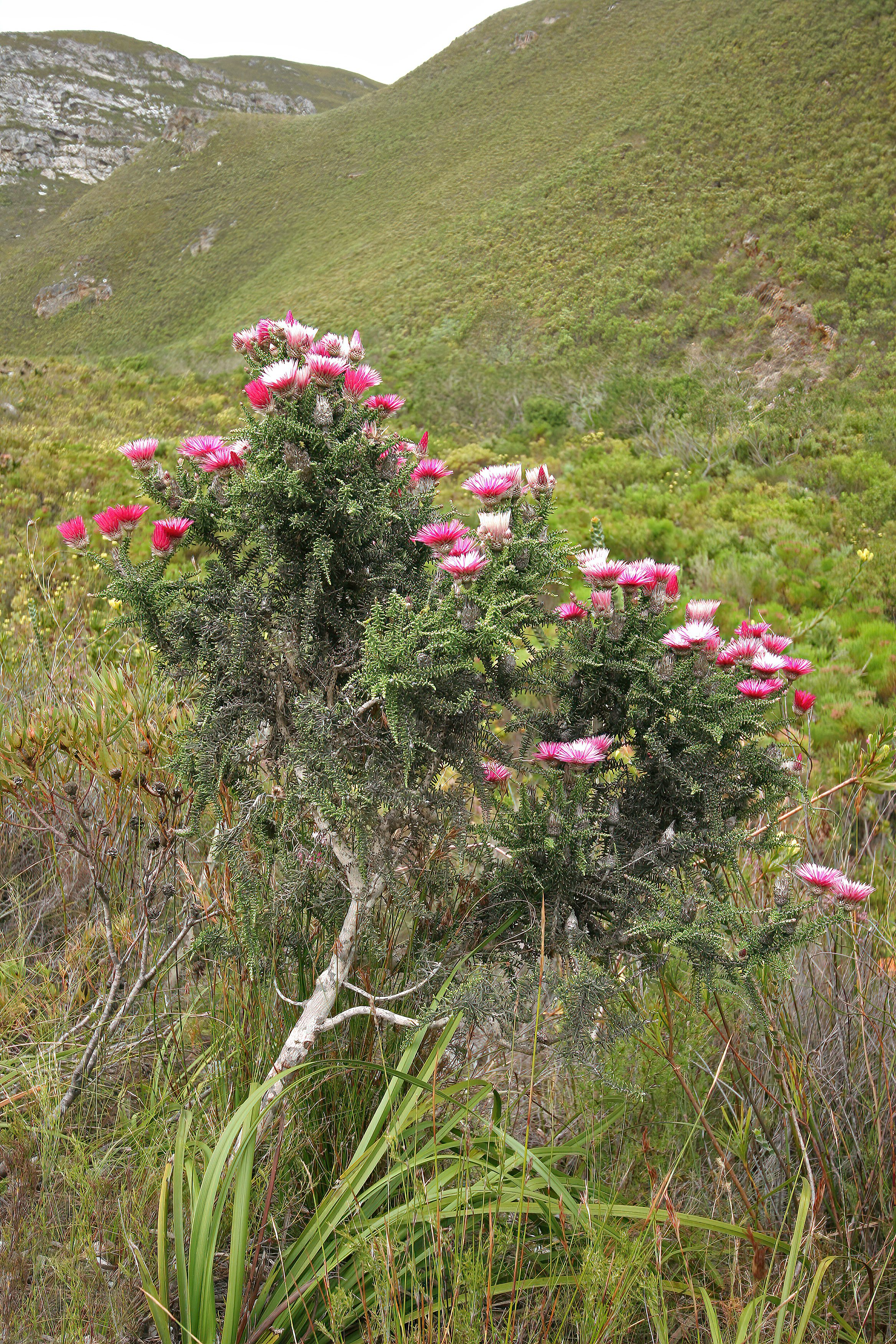
Il portamento
Phaenocoma prolifera

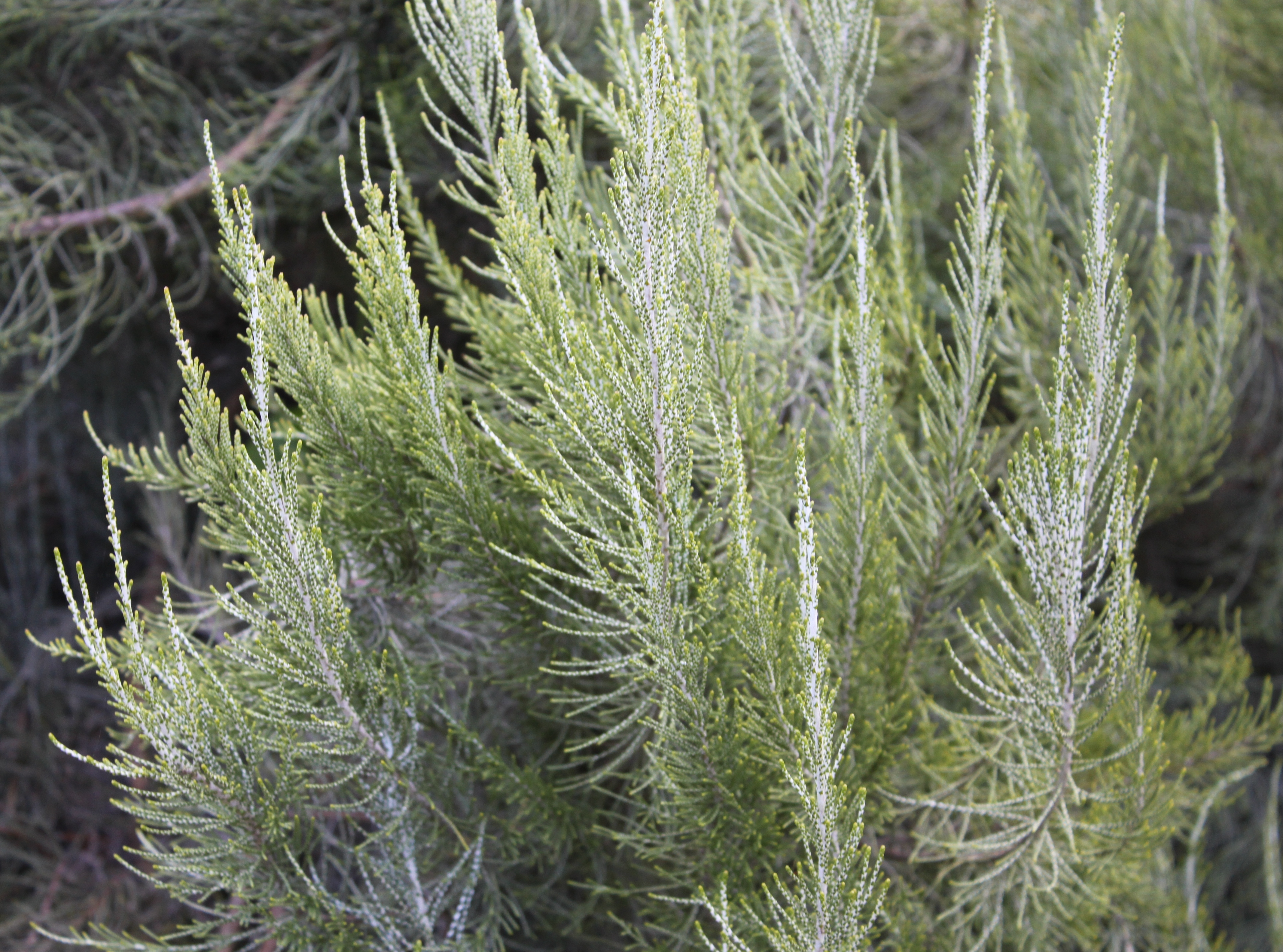
Le foglie
Dicerothamnus rhinocerotis

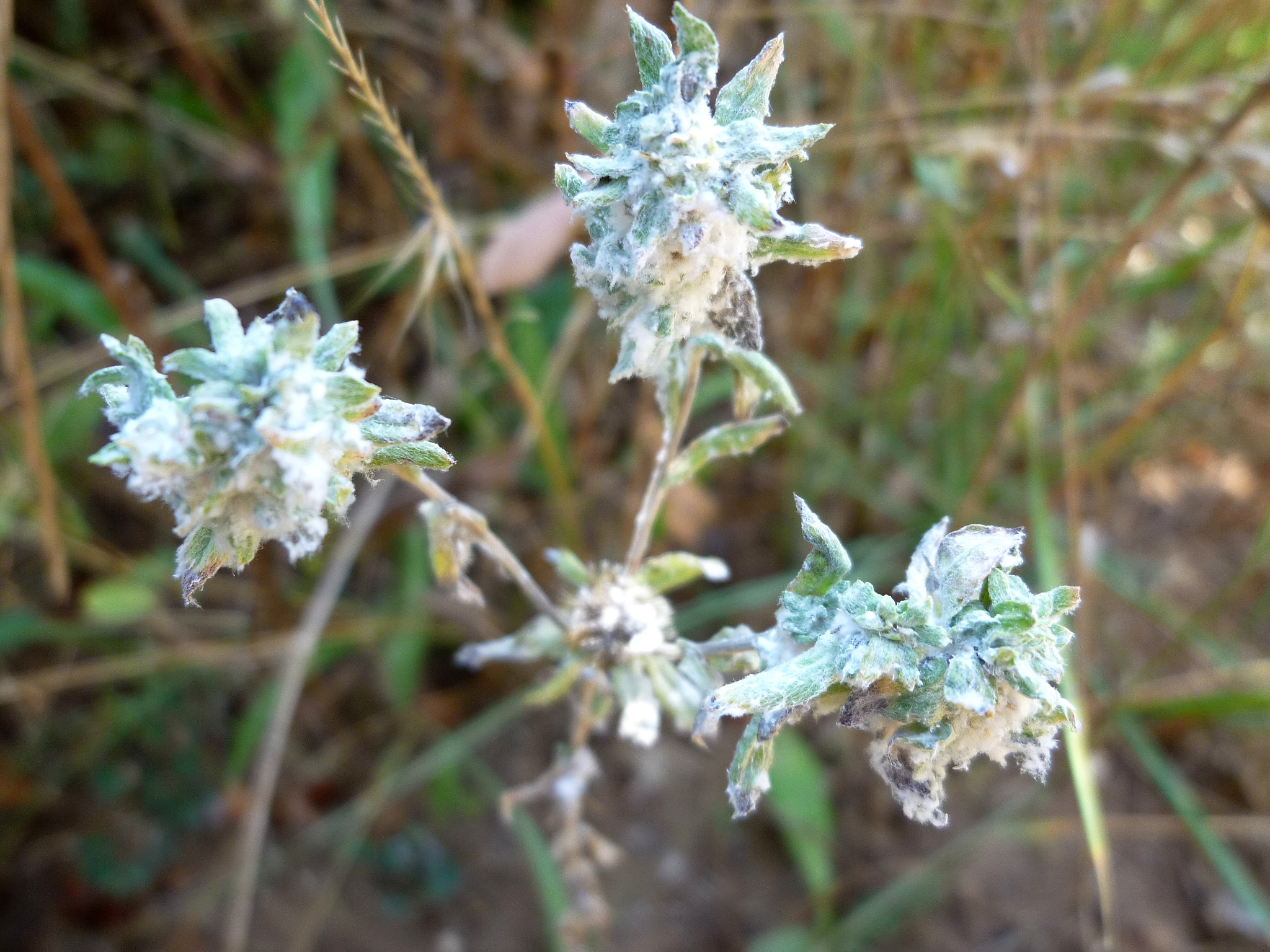
Infiorescenza
Filago pyramidata

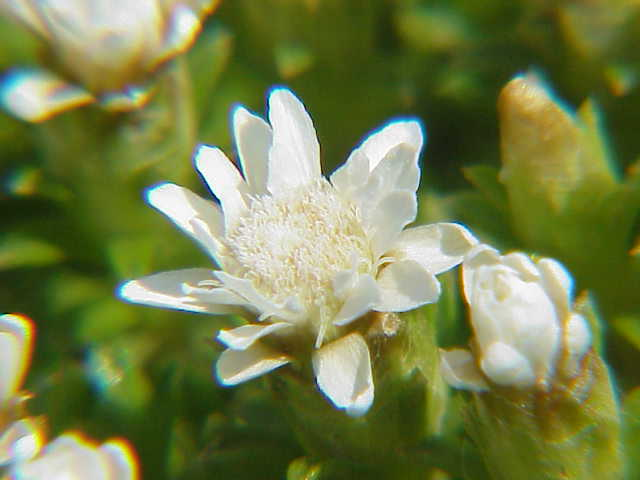
I fiori
Raoulia glabra

Portamento. Le specie di questo gruppo hanno un habitus di tipo erbaceo, sub-arbustivo o arbustivo. I cauli di queste piante sono provvisti del floema, ma non di canali resiniferi; mentre i sesquiterpeni lattoni sono normalmente assenti (piante senza lattice).
Fusto. La parte aerea in genere è eretta, semplice o ramosa.
Foglie. Le foglie in genere sono disposte in modo alternato (raramente opposto) e sono quasi sempre sessili. La lamina è intera con forme generalmente strette; i margini sono continui, raramente sono denticolati oppure revoluti o involuti. Spesso la superficie è tomentosa o lanosa (in particolare quella inferiore) oppure è ghiandoloso-pubescente (quella adassiale è semplicemente pubescente). Le foglie a volte sono solcate e decussate.
Infiorescenza. Le sinflorescenze sono sia scapose che composte da diversi capolini raccolti in formazioni corimbose. Le infiorescenze vere e proprie sono formate da un capolino terminale peduncolato di tipo discoide (con fiori omogami) o disciforme (con fiori eterogami). Raramente sono presenti capolini radiati (o sub-radiati). I capolini sono formati da un involucro, con forme da cilindriche a campanulate, composto da diverse brattee, al cui interno un ricettacolo fa da base ai fiori. Le brattee, glabre o pelose a consistenza cartacea/cartilaginea, sono disposte in modo più o meno embricato su più serie e possono essere connate alla base (strati di stereoma indiviso - a volte anche diviso);  talora possono avere un margine ialino. Il ricettacolo è nudo ossia senza pagliette a protezione della base dei fiori (raramente quest'ultime sono presenti); la forma è convessa, piatta, conica o colonnare.
Fiori.  I fiori sono tetra-ciclici (formati cioè da 4 verticilli: calice – corolla – androceo – gineceo) e pentameri (calice e corolla formati da 5 elementi). Sono inoltre tubulosi, attinomorfi e si distinguono in:
- fiori del disco esterni: sono molti su 1 – 3 serie; sono femminili e filiformi o sub-radiati;
- fiori del disco centrali: sono pochi; sono ermafroditi oppure talvolta sono funzionalmente maschili.

In questo gruppo di piante i fiori radiati (ligulati o del raggio) sono assenti; a volte sono confusi con i fiori femminili (tubulosi) del disco esterno più o meno sub-zigomorfi con un lembo piatto e possono essere interpretati come fiori del raggio.
- Formula fiorale:

*/x K {\displaystyle \infty }, [C (5), A (5)], G 2 (infero), achenio
- Calice: i sepali del calice sono ridotti ad una coroncina di squame.
- Corolla: la forma della corolla normalmente è tubolare con 5 lobi (raramente 4); i lobi hanno una forma deltata o più o meno lanceolata. I colori della corolla sono giallo, violaceo, bianco o rosso.
- Androceo: l'androceo è formato da 5 stami sorretti da filamenti generalmente liberi; gli stami sono connati e formano un manicotto circondante lo stilo; le teche (produttrici del polline) sono prive di sperone, ma hanno la coda (una sola); le appendici apicali delle antere hanno delle forme da ovate a lineari e piatte; il tessuto endoteciale (rivestimento interno dell'antera) è quasi sempre polarizzato (con due superfici distinte: una verso l'esterno e una verso l'interno). Il polline è di tipo echinato (con punte sporgenti) a forma sferica è formato inoltre da due strati di ectesine, mentre lo strato basale è spesso e regolarmente perforato (tipo “gnafaloide”).[7]
- Gineceo: l'ovario è infero uniloculare formato da 2 carpelli. Lo stilo (il recettore del polline) è intero o biforcato con due stigmi nella parte apicale. Gli stigmi hanno una forma variabile da subtroncata a ottusa; possono essere ricoperti da minute papille o avere dei penicilli apicali. Le superfici stigmatiche sono separate.[7]

Frutti. I frutti sono degli acheni con pappo. Gli acheni sono piccoli a forma variabile da oblunga a obovoidale; la superficie può essere ricoperta di tricomi allungati a volte doppi o globosi o clavati; il pericarpo può essere percorso longitudinalmente da alcuni fasci vascolari. Il pappo in genere ridotto, è formato da setole capillari (piumose o barbate), occasionalmente può essere formato da scaglie (raramente un miscuglio di setole e scaglie); può essere sia libero che connato alla base (generalmente in un anello).

## Biologia
Impollinazione: l'impollinazione avviene tramite insetti (impollinazione entomogama tramite farfalle diurne e notturne).

Riproduzione: la fecondazione avviene fondamentalmente tramite l'impollinazione dei fiori (vedi sopra).

Dispersione: i semi (gli acheni) cadendo a terra sono successivamente dispersi soprattutto da insetti tipo formiche (disseminazione mirmecoria). In questo tipo di piante avviene anche un altro tipo di dispersione: zoocoria. Infatti gli uncini delle brattee dell'involucro (se presenti) si agganciano ai peli degli animali di passaggio disperdendo così anche su lunghe distanze i semi della pianta. Inoltre per merito del pappo il vento può trasportare i semi anche a distanza di alcuni chilometri (disseminazione anemocora).

## Distribuzione e habitat
Le specie di questo gruppo sono distribuite ovunque.

## Sistematica
La famiglia di appartenenza di questa voce (Asteraceae o Compositae, nomen conservandum) probabilmente originaria del Sud America, è la più numerosa del mondo vegetale, comprende oltre 23.000 specie distribuite su 1.535 generi, oppure 22.750 specie e 1.530 generi secondo altre fonti (una delle checklist più aggiornata elenca fino a 1.679 generi). La famiglia attualmente (2021) è divisa in 16 sottofamiglie; la sottofamiglia Asteroideae è una di queste e rappresenta l'evoluzione più recente di tutta la famiglia.

### Filogenesi
Il gruppo di questa voce è descritto nella tribù Gnaphalieae, una delle 21 tribù della sottofamiglia Asteroideae). Da un punto di vista filogenetico, la tribù Gnaphalieae fa parte del supergruppo (o sottofamiglia) "Asteroideae grade"; l'altro è il supergruppo "Non-Asteroideae" contenente il resto delle sottofamiglie delle Asteraceae. All'interno del supergruppo è vicina alle tribù Senecioneae, Calenduleae, Astereae e Anthemideae.
La sottotribù Gnaphaliinae è caratterizzata da portamenti di vario tipo con specie ginomonoiche e monoiche, da foglie con margini interi, da capolini disciformi omogami o eterogami e raramente radiati (o subradiati), dallo stilo con rami troncati e superfici stigmatiche separate apicalmente, da acheni glabri o con tricomi allungati e pappo ridotto.
In totale la sottotribù è formata da 172 generi e 2068 specie. La struttura interna della sottotribù non è ancora definita. Attualmente è formata provvisoriamente da 7 cladi descritti nella seguente tabella:
| Clade              | Nr. generi | Nr. specie | Distribuzione                                                          | Caratteri più significativi | Fiori |
| ------------------ | ---------- | ---------- | ---------------------------------------------------------------------- | --- | ----- |
| Metalasia clade    | 8          | 68         | Prevalentemente Africa meridionale                                     | Le specie di questo gruppo sono di tipo ericoide. - I portamenti sono più o meno arbustivi, con pochi e piccoli fiori. - I capolini sono stretti, spesso con brattee cartacee, bianche o colorate. |       |
| Ifloga clade       | 1          | 14         | Areale del Mediterraneo, in Asia minore fino all'India e nel Sudafrica | Le brattee esterne dell'involucro sono colorate di bruno. - I fiori esterni sono sparsi nelle ascelle delle brattee esterne. |       |
| Stoebe clade       | 8          | 58         | Soprattutto Africa meridionale.                                        | I capolini sono del tipo discoidi. - La lamina delle foglie è intera, da piatta a contorta con forme generalmente strette. - Le appendici delle antere sono piatte. - Gli stigmi hanno una forma troncata. - La superficie degli acheni è glabra. |       |
| Hap clade          | 7          | 821        | Cosmopolita                                                            | La divisione dello stereoma sulle brattee involucrali |       |
| Flag clade         | 31         | 375        | America e Eurasia (soprattutto Mediterraneo)                           | Sono presenti specie dioiche (solo fiori femminili o solo fiori maschili). - Spesso il portamento è cuscinoforme. - Le piante spesso sono tomentose o lanose. - I capolini possono essere sottesi da foglie bratteali. - Il ricettacolo in alcuni casi è squamoso. - I tricomi degli acheni possono avere le cellule basali globose oppure un portamento clavato. |       |
| Lasiopogon clade   | 1          | 7          | Africa mediterranea, Medio oriente, Spagna, Sudafrica e Madagascar     | I fiori esterni sono tutti rinchiusi in un comune involucro. - I fiori sono colorati di porpora. |       |
| Australasian clade | 88         | 584        | Australia e aree limitrofe                                             | Sono presenti tutti i vari tipi di portamento della sottotribù. |       |

Ai cladi descritti sopra si deve aggiungere il gruppo delle Gnaphaliinae s.s. composto dai seguenti generi:
| Genere                                    | N. specie                                                                    | Distribuzione                                                     | Caratteri più significativi | Fiori |
| ----------------------------------------- | ---------------------------------------------------------------------------- | ----------------------------------------------------------------- | --- | ----- |
| Achyranthemum N.G.Bergh, 2019             | 7                                                                            | Sudafrica                                                         | I capolini sono più grandi e sono del tipo omogamo. - L'intera lamina delle brattee involucrali è opaca e colorata. |       |
| Anaxeton Gaertn., 1791                    | 10                                                                           | Sudafrica                                                         | I rami fioriferi apicalmente hanno delle foglie ridotte; i margini delle foglie sono revoluti; le foglie sono glabre superiormente; le brattee involucrali interne sono uncinate, quelle esterne non sono uncinate e sono più o meno membranose; le corolle sono violacee; il pappo dei fiori femminili è ridotto.                    |       |
| Anderbergia B.Nord, 1996                  | 6                                                                            | Sudafrica                                                         | I rami fioriferi sono uniformemente fogliosi verso l'alto; i margini delle foglie sono revoluti; le foglie sono tomentose su entrambi i lati; le brattee involucrali interne sono uncinate, quelle esterne non sono uncinate e sono più o meno membranose; le corolle sono gialle o bianche; le setole del pappo sono ben sviluppate. |       |
| Catatia Humbert, 1923                     | 2                                                                            | Madagascar                                                        | I capolini sono raccolti in formazioni corimbose; le vene della corolla finiscono prima dell'apice; la pubescenza sui rami dello stilo è sia apicale che dorsale. |       |
| Chiliocephalum Benth., 1873               | 2                                                                            | Etiopia                                                           | Le sinflorescenze sono formate da capolini addensati; il pappo è rudimentale o è formato da scaglie; endemismo del nord-est dell'Africa. |       |
| Cladochaeta DC., 1838.                    | Una specie: Cladochaeta candidissima DC., 1838                               | Transcaucasia                                                     | Le brattee involucrali sono colorate di bruno e hanno una consistenza cartacea. |       |
| Edmondia Cass.,1818                       | 3                                                                            | Sudafrica                                                         | Lo stereoma delle brattee è diviso; l'apice dello stilo è troncato. |       |
| Gnaphalium L., 1753                       | 38                                                                           | Cosmopolita                                                       | Lo stereoma alla base dell'involucro è indiviso; i bracci dello stilo sono troncati; la pubescenza degli acheni è formata da brevi tricomi clavati; il pappo ha delle setole libere o eventualmente sono connate a delle ciglia patenti.                                                                                              |       |
| Gnomophalium Greuter, 2003                | Una specie: Gnomophalium pulvinatum (Delile) Greuter, 2003                   | Africa nord-orientale, Penisola Arabica e Asia centro-meridionale | I fiori esterni sono raccolti all'interno di un involucro; i fiori sono gialli. |       |
| Helichrysopsis Kirp., 1950                | Una specie: Helichrysopsis septentrionalis (Vatke) Hilliard & B.L.Burt, 1981 | Africa sud-orientale                                              | Le sinflorescenze sono composte da pochi capolini (anche solitari). |       |
| Langebergia Anderb., 1991                 | Una specie: Langebergia canescens (DC.) Anderb., 1991                        | Sudafrica                                                         | Le foglie sono piatte; le brattee involucrali non sono uncinate; il ricettacolo è privo di pagliette; le setole del pappo sono denticolate; lo stilo dei fiori del disco è bifido. |       |
| Petalacte D.Don, 1826                     | Una specie: Petalacte coronata D.Don, 1826                                   | Sudafrica                                                         | Le foglie sono piatte; le brattee involucrali sono brevemente uncinate; il ricettacolo è provvisto di pagliette a protezione della base dei fiori; le setole del pappo sono apicalmente piumose; lo stilo dei fiori del disco è semplice.                                                                                             |       |
| Plecostachys Hilliard & B.L.Burtt, 1981   | 2                                                                            | Africa meridionale                                                | Le sinflorescenze sono formate da diversi capolini; il pappo ha delle setole capillari; si tratta di un endemismo del Sudafrica. |       |
| Raouliopsis S.F.Blake, 1938               | 2                                                                            | Colombia                                                          | Il portamento è alpino-cuscinoforme; i fiori centrali sono gialli; la pubescenza sullo stilo è apicale e dorsale oppure è solamente dorsale. |       |
| Stenocline DC., 1838                      | 2                                                                            | Madagascar                                                        | Il pappo è formato da setole libere. |       |
| Syncarpha DC., 1810                       | 21                                                                           | Sudafrica                                                         | L'artiglio basale, presenta talvolta nelle brattee involucrali, qui è assente; il ricettacolo è fimbriato; gli acheni sono ricoperti di tricomi. |       |
| Tenrhynea Hilliard & B.L.Burtt, 1981.     | Una specie: Tenrhynea phylicifolia (DC.) Hilliard & B.L.Burtt, 1981          | Africa meridionale                                                | I capolini sono variamente raggruppati; le foglie sono tomentoso solamente sulla faccia abassiale; il ricettacolo e provvisto di pagliette ed è piatto. |       |
| Troglophyton Hilliard & B.L.Burtt, 1981   | 6                                                                            | Africa meridionale                                                | I capolini sono liberi dalle foglie apicali; i fiori sono colorati di porpora. |       |
| Vellereophyton Hilliard & B.L.Burtt, 1981 | 7                                                                            | Africa meridionale e Nuova Zelanda (esotica naturalizzata)        | I capolini sono sottesi da un vortice di brattee; le brattee dell'involucro sono colorate; i fiori sono colorati di porpora; gli acheni dei fiori centrali sono oblunghi. |       |

I seguenti generi pur appartenendo alla sottotribù hanno una collocazione provvisoria o ancora da definire:
- Balladonia P.S.Short (2 specie)
- Callilepis DC. (10 specie)
- Chondropyxis  D.A.Cooke (una specie) - Forse imparentato con il genere Elachanthus (tribù Astereae, sottotribù Brachyscominae).[18]
- Leucozoma  T.L.Collins (5 specie)
- Muscosomorphe  J.C.Manning (una specie)
- Notisia  P.S.Short (una specie)
- Panaetia  Cass (4 specie)
- Siemssenia  Steetz (2 specie)
- Walshia  Jeanes (una specie)

Il cladogramma seguente, tratto dallo studio citato e semplificato, mostra una possibile configurazione filogenetica della sottotribù.
|  | \| \| Flag clade \| \| \| \| \| \| Australasian clade \| \| \| \| |
|  |                                                                   |
|  | Gnaphalium s.s. clade                                             |
|  |                                                                   |
|  | Flag clade                                                        |
|  |                                                                   |
|  | Australasian clade                                                |
|  |                                                                   |

|  | Flag clade         |
|  |                    |
|  | Australasian clade |
|  |                    |

|  | \| \| Flag clade \| \| \| \| \| \| Australasian clade \| \| \| \| |
|  |                                                                   |
|  | Gnaphalium s.s. clade                                             |
|  |                                                                   |
|  | Flag clade                                                        |
|  |                                                                   |
|  | Australasian clade                                                |
|  |                                                                   |

|  | Flag clade         |
|  |                    |
|  | Australasian clade |
|  |                    |

|  | Metalasia clade |
|  |                 |
|  | Stoebe clade    |
|  |                 |

|  | Lasiopogon clade |
|  |                  |
|  | Ifloga clade     |
|  |                  |

|  | Metalasia clade |
|  |                 |
|  | Stoebe clade    |
|  |                 |

|  | Lasiopogon clade |
|  |                  |
|  | Ifloga clade     |
|  |                  |

|  | \| \| Flag clade \| \| \| \| \| \| Australasian clade \| \| \| \| |
|  |                                                                   |
|  | Gnaphalium s.s. clade                                             |
|  |                                                                   |
|  | Flag clade                                                        |
|  |                                                                   |
|  | Australasian clade                                                |
|  |                                                                   |

|  | Flag clade         |
|  |                    |
|  | Australasian clade |
|  |                    |

|  | \| \| Flag clade \| \| \| \| \| \| Australasian clade \| \| \| \| |
|  |                                                                   |
|  | Gnaphalium s.s. clade                                             |
|  |                                                                   |
|  | Flag clade                                                        |
|  |                                                                   |
|  | Australasian clade                                                |
|  |                                                                   |

|  | Flag clade         |
|  |                    |
|  | Australasian clade |
|  |                    |

|  | Metalasia clade |
|  |                 |
|  | Stoebe clade    |
|  |                 |

|  | Lasiopogon clade |
|  |                  |
|  | Ifloga clade     |
|  |                  |

|  | Metalasia clade |
|  |                 |
|  | Stoebe clade    |
|  |                 |

|  | Lasiopogon clade |
|  |                  |
|  | Ifloga clade     |
|  |                  |

### Generi della flora spontanea italiana
Nella flora spontanea italiana sono presenti i seguenti generi di questo gruppo:
Antennaria
- Antennaria dioica  (L.) Gaertn. - Sempiterni di montagna.
- Antennaria carpatica (Wahlenb.) Bluff & Fingerh. - Sempiterni del calcare.

Bombycilaena
- Bombycilaena erecta  (L.) Smoljan. - Bambagia senza pappo.
- Bombycilaena discolor (Pers.) M.Laínz

Castroviejoa
- Castroviejoa frigida (Labill.) Galbany, L.Sáez & Benedí - Perpetuini del Limbara.
- Castroviejoa montelinasana  (Em.Schmid) Galbany, L.Sáez & Benedí - Perpetuini del Monte Linas.

Filago
- Filago arvensis L. - Bambagia campestre.
- Filago asterisciflora  (Lam.) Sweet - Evax maggiore.
- Filago carpetana (Lam.) Chrtek. & Holub. - Evax a frutti irsuti
- Filago congesta Guss. - Bambagia esigua.
- Filago discolor (DC.) Andrés-Sánchez & Galbany - Bambagia delle Madonia.
- Filago eriocephala Guss. - Bambagia meridionale.
- Filago germanica (L.) Huds. - Bambagia comune.
- Filago lojaconoi (Brullo) Greuter.
- Filago lutescens Jordan subsp. lutescens - Bambagia rossastra.
- Filago pygmaea L. - Evax comune.
- Filago pyramidata L. - Bambagia spatolata.
- Filago tyrrhenica Chrtek. & Holub. Ex Soldano & F.Conti - Evax di Gallura.

Gamochaeta
- Gamochaeta americana (Mill.) Wedd. - Canapicchia americana.
- Gamochaeta antillana  (Urb.) Anderb. - Canapicchia delle Antille.
- Gamochaeta pensylvanica  (Willd.) Cabrera - Canapicchia della Pennsylvania.
- Gamochaeta purpurea  (L.) Cabrera - Canapicchia purpureo.

Gnaphalium
- Gnaphalium uliginosum L. - Canapicchia palustre

Helichrysum
- Helichrysum archimedeum C.Brullo & Brullo, 2011
- Helichrysum errerae  Tineo, 1846
- Helichrysum hyblaeum  Brullo, 1995
- Helichrysum italicum  (Roth) G. Don, 1830 
- Helichrysum litoreum  Guss., 1844
- Helichrysum nebrodense  Heldr., 1844
- Helichrysum panormitanum  Guss., 1844
- Helichrysum pendulum  C.Presl, 1826
- Helichrysum saxatile  Moris, 1843
- Helichrysum stoechas  (L.) Moench 1794

Leontopodium
- Leontopodium nivale   (Ten.) A.Huet ex Hand.-Mazz. - Stella alpina dell'Appennino.
- Leontopodium nivale   (Ten.) A.Huet ex Hand.-Mazz. subsp. alpinum (Cass.) Greuter - Stella alpina edelweiss.

Logfia
- Logfia gallica  (L.) Coss. & Germ. - Bambagia francese.
- Logfia heterantha  (Raf.) Holub - Bambagia peduncolata.
- Logfia minima (Sm.) Dumort. - Bambagia minima.

Micropus
- Micropus supinus  L. - Bambagia supina.

Omalotheca
- Omalotheca sylvatica  (L.) F.W.Schultz & Sch.Bip. - Canapicchia comune.
- Omalotheca norvegica  (Gunnerus) F.W.Schultz & Sch.Bip. - Canapicchia norvegese.
- Omalotheca supina  (L.) DC. - Canapicchia glaciale.
- Omalotheca hoppeana  (W.D.J.Koch) F.W.Schultz & Sch.Bip. - Canapicchia di Hoppe.
- Omalotheca diminuta (Braun-Blanq.) Bartolucci & Galasso - Canapicchia dell'Appennino.

Pseudognaphalium
- Pseudognaphalium undulatum  (L.) Hilliard & B.L.Burtt (Canapicchia ondulata).
- Pseudognaphalium luteoalbum  (L.) Hilliard & B.L.Burtt (Canapicchia pagliata).

Xerochrysum
- Xerochrysum bracteatum (Vent.) Tzvelev - Elicriso lucido.